# Ana Golob
Ana Golob (* 30. Mai 1990 in Velenje) ist eine slowenische Fußballspielerin.

## Karriere

### Verein
Golob startete ihre Karriere mit dem ŽNK Velenje. 2005 verließ sie Velenje und wechselte in die 1. Slovenska Ženska Nogometna Liga zum ŽNK Slovenj Gradec, für den sie im Alter von nur 15 Jahren 18 Ligaspiele absolvierte.

### Nationalmannschaft
Golob ist seit 2009 A-Nationalspielerin für Slowenien und spielte ihr Debüt am 24. Oktober 2009 gegen die Finnische Fußballnationalmannschaft der Frauen, als sie in der 90. Minute für Andreja Nikl eingewechselt wurde.

## Privates
Ihre Schwester Natalija ist ebenfalls slowenische Nationalspielerin.